# Shuimogou (häradshuvudort i Kina, Xinjiang Uygur Zizhiqu, lat 43,83, long 87,64)
Shuimogou (kinesiska: 水磨沟, 水磨沟区) är en häradshuvudort i Kina. Den ligger i den autonoma regionen Xinjiang, i den nordvästra delen av landet, nära eller i regionhuvudstaden Ürümqi. Antalet invånare är 390 943. Befolkningen består av 186 992 kvinnor och 203 951 män. Barn under 15 år utgör 13,0 %, vuxna 15-64 år 80 %, och äldre över 65 år 6,0 %.
Runt Shuimogou är det ganska glesbefolkat, med 47 invånare per kvadratkilometer. Närmaste större samhälle är Ürümqi, 4,3 km sydväst om Shuimogou. Runt Shuimogou är det i huvudsak tätbebyggt.
Genomsnittlig årsnederbörd är 314 millimeter. Den regnigaste månaden är april, med i genomsnitt 46 mm nederbörd, och den torraste är januari, med 10 mm nederbörd.